# Leonid Mirsky
Leonid Mirsky oder Leon Mirsky (* 19. Dezember 1918; † 1. Dezember 1983 in Sheffield, England)  war ein in Russland gebürtiger englischer Mathematiker.

## Leben und Laufbahn
Mirsky stammte aus Russland. Der Vater war Arzt, die Mutter Zahnärztin. Ab dem Alter von 8 Jahren lebte er von den Eltern getrennt bei Onkel und Tante in Deutschland. Er emigrierte zusammen mit diesen nach England und lebte eine gewisse Zeit in Bradford. In den Jahren von 1936 bis 1942 studierte er am King’s College London.
Ab 1942 wirkte er an der University of Sheffield, wo er im Jahre 1949 promoviert    wurde. Im Jahre 1971 wurde er dort ordentlicher Professor. Im September 1983 trat er im Alter von 64 in den Ruhestand.
Mit dem ebenfalls in Sheffield wirkenden deutschen Mathematiker Richard Rado verband Mirsky eine tiefe Freundschaft und enge Zusammenarbeit.
Mirsky war mehr als 40 Jahre Mitglied der London Mathematical Society.

## Wissenschaftliche Leistungen
Leonid Mirsky befasste sich in der Hauptsache mit der Reinen Mathematik. Zunächst arbeitete er an Fragestellungen der Zahlentheorie und insbesondere über Primzahlprobleme und verwandte Fragen. Bedingt durch seine Lehraufgaben wandte er sich dann verstärkt der Linearen Algebra zu und untersuchte Existenzkriterien von Matrizen mit vorgegebenen Diagonalelementen und Eigenwerten, doppelt-stochastische Matrizen und Nullstellen reeller und komplexer Polynome. Etwa ab Mitte der 1960er Jahre erweiterte er seine Forschungstätigkeit auf Fragen der Kombinatorik. Hier untersuchte er den Zusammenhang zwischen der  Theorie der Matroide und die Transversaltheorie, also die mathematische Struktur der (partiellen) Vertretersysteme von Mengenfamilien. Mirsky gilt als einer der Pioniere dieses Zweigs der Mathematik.
Der Name von Leonid Mirsky ist verbunden mit den folgenden beiden mathematischen Sätzen:
- Satz von Mirsky: Eine partiell geordnete Menge {\displaystyle (M,\leq )}, welche für eine gegebene natürliche Zahl {\displaystyle m} keine einzige Kette {\displaystyle (K,{\leq }|_{K})\subseteq (M,\leq )} mit {\displaystyle m+1} Elementen umfasst, lässt sich stets als Vereinigungsmenge von {\displaystyle m} oder weniger {\displaystyle \leq }-Antiketten darstellen.[1][2]
- Satz von Farahat und Mirsky: Für eine natürliche Zahl {\displaystyle n} ist im reellen Matrizenraum {\displaystyle {\mathbb {R} }^{n\times n}} die Hamel-Dimension des von den Permutationsmatrizen erzeugten Unterraums stets gleich {\displaystyle n^{2}-2n+2}.[3][4]

## Schriften
Leonid Mirsky ist Autor beziehungsweise Koautor von etwa 86 wissenschaftlichen Arbeiten. Zudem ist er Verfasser zweier Monographien:
1. Leonid Mirsky: Transversal Theory. An Account of some Aspects of Combinatorial Mathematics (= Mathematics in Science and Engineering. Band 75). Academic Press, New York, London 1971. MR0282853
2. Leonid Mirsky: An Introduction to Linear Algebra. Reprint of the 1972 Edition. 2. Auflage. Dover Publications, Inc., New York 1990, ISBN 0-486-66434-1. MR1088257